# ماسیمو گازولی
ماسیمو گازولی (انگلیسی: Massimo Gazzoli؛ زادهٔ ۱۷ ژوئیهٔ ۱۹۷۵) بازیکن فوتبال اهل ایتالیا است.
از باشگاه‌هایی که در آن بازی کرده‌است می‌توان به باشگاه فوتبال جنوآ، باشگاه فوتبال آ. ث. لومتزانه، باشگاه فوتبال پیزا، و باشگاه فوتبال امپولی اشاره کرد.